# Coelogyne buennemeyeri
Coelogyne buennemeyeri är en orkidéart som beskrevs av Johannes Jacobus Smith.
Coelogyne buennemeyeri ingår i släktet Coelogyne och familjen orkidéer. Inga underarter finns listade i Catalogue of Life.